# 13037 Potosi
13037 Potosi (tên chỉ định: 1990 EN3) là một tiểu hành tinh vành đai chính. Nó được phát hiện bởi Eric Walter Elst ở Đài thiên văn La Silla ở Chile ngày 2 tháng 3 năm 1990. Nó được đặt theo tên the industrial city thuộc Potosí, Bolivia.